# 살사 (소스)

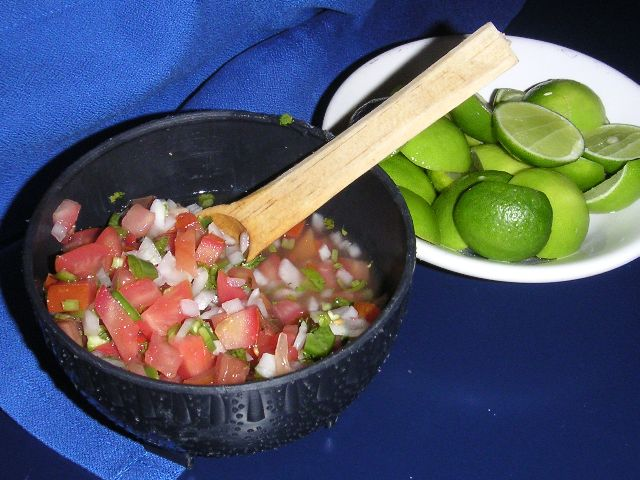
피코 데 가요의 살사

살사(스페인어: salsa)는 라틴 아메리카에서 요리에 사용되는 소스이며, 특히 멕시코 요리에 많이 사용된다. 딥과 유사한 형태를 하고 있으며, 주재료로는 토마토가 사용된다. 일반적으로 매운 맛이 나며, 종류에 따라 순한 맛이 나는 살사도 있다.

## 역사
살사를 테이블 딥으로 사용하는 것은 미국의 멕시코 식당에서 대중화되었다. 1980년대에 토마토 기반 멕시코 스타일 살사가 인기를 얻었다. 1992년에 미국에서 살사 판매의 달러 가치는 토마토 케첩을 넘어섰다.

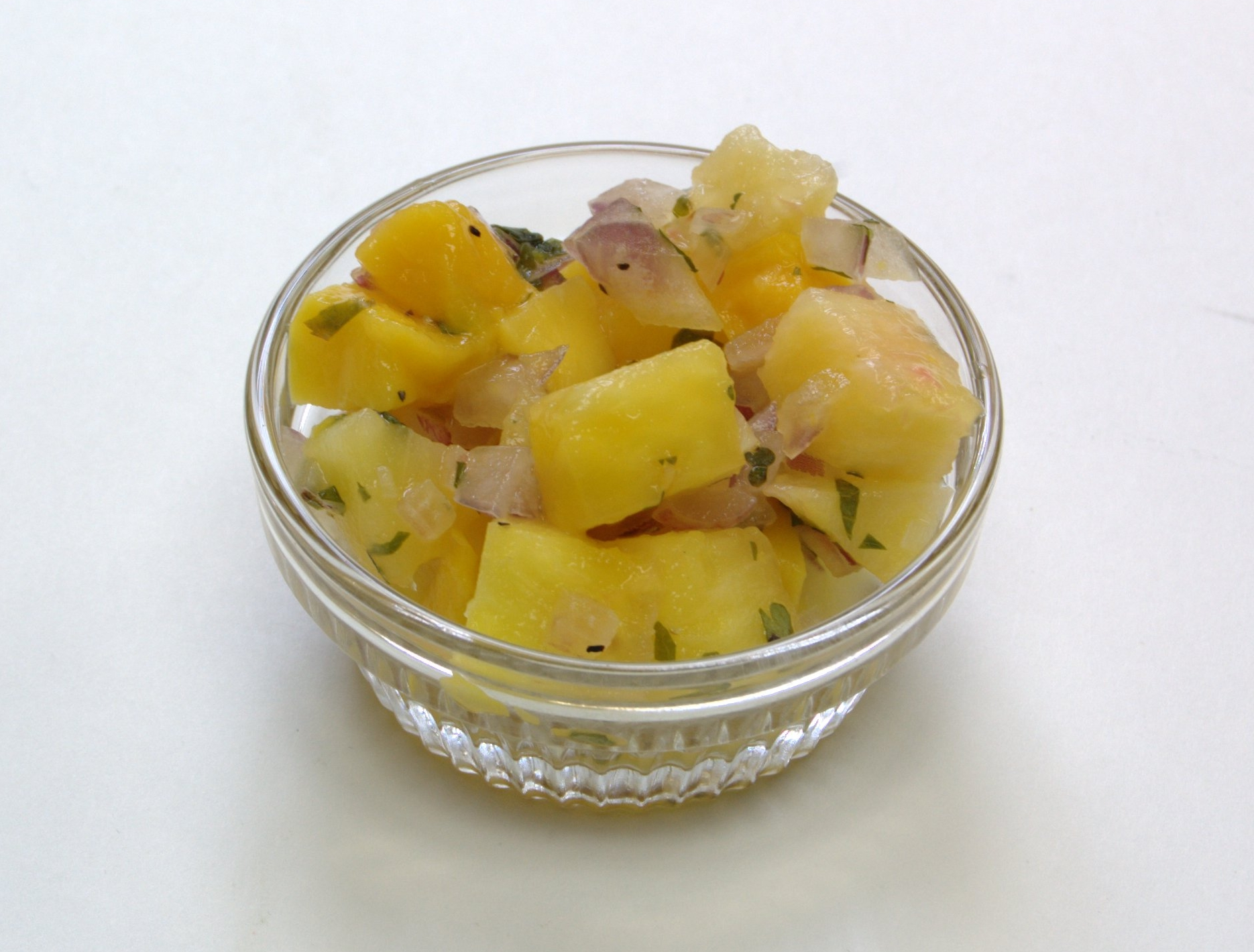
할라피뇨, 망고, 파인애플, 적양파, 실란트로(고수)로 만든 살사

토마토 기반 살사는 나중에 과일, 옥수수 또는 검정콩으로 만든 살사와 경쟁하게 되었다. 2000년대 이후 하바네로, 스코치보닛고추, 다틸(datil)과 같은 고추와 과일을 결합한 달콤한 살사가 인기를 얻었으며 냉동 디저트, 치즈 케이크 및 파운드 케이크와 함께 제공된다. 미국에서 살사는 매리네이드, 샐러드 드레싱, 스튜 및 조리된 소스에 사용된다. 다양한 생선, 가금류 및 육류 요리에 곁들이는 것 외에도 구운 감자, 파스타 요리 및 피자의 양념으로도 사용된다.

## 유형

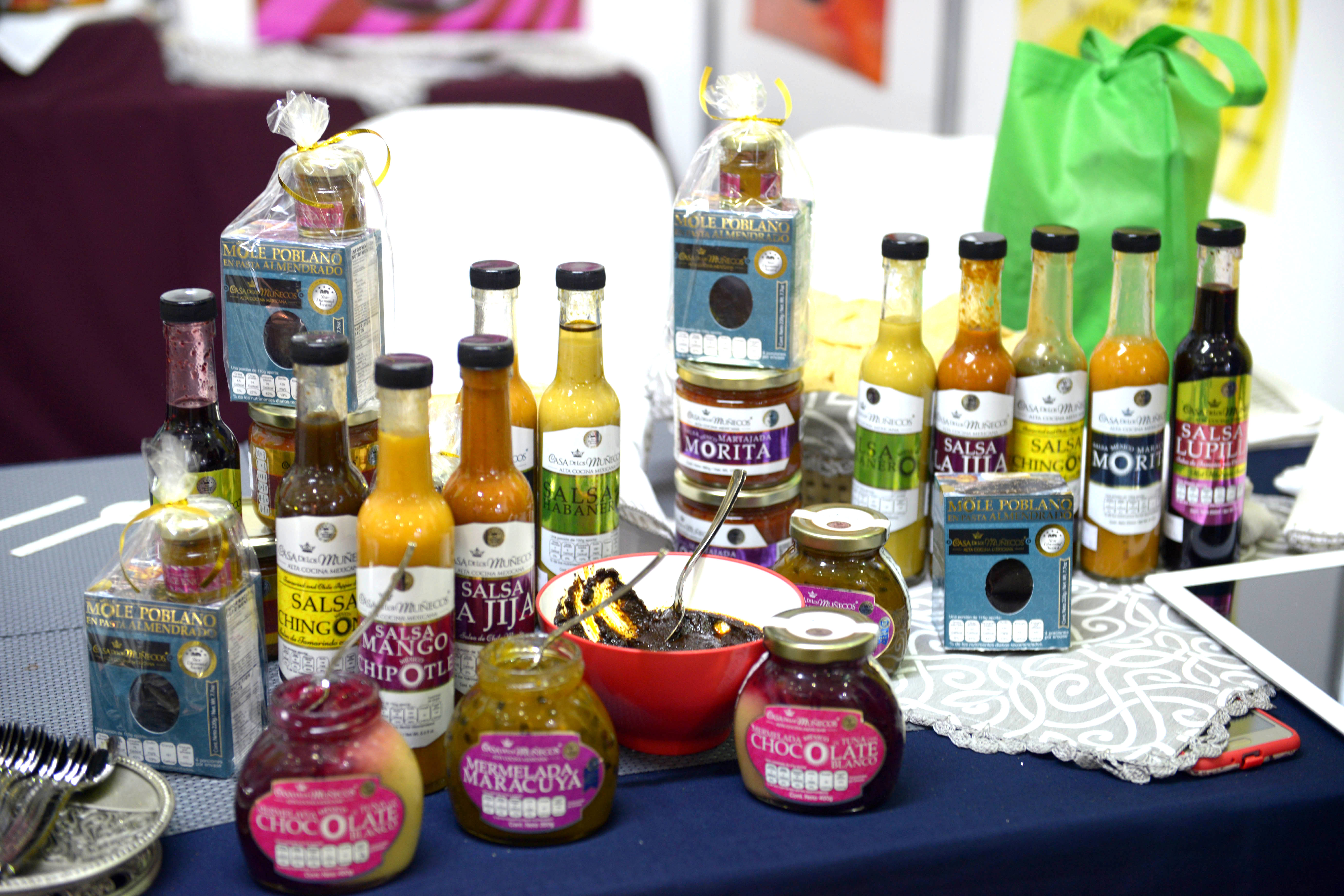
몰레를 포함한 다양한 종류의 멕시칸 살사

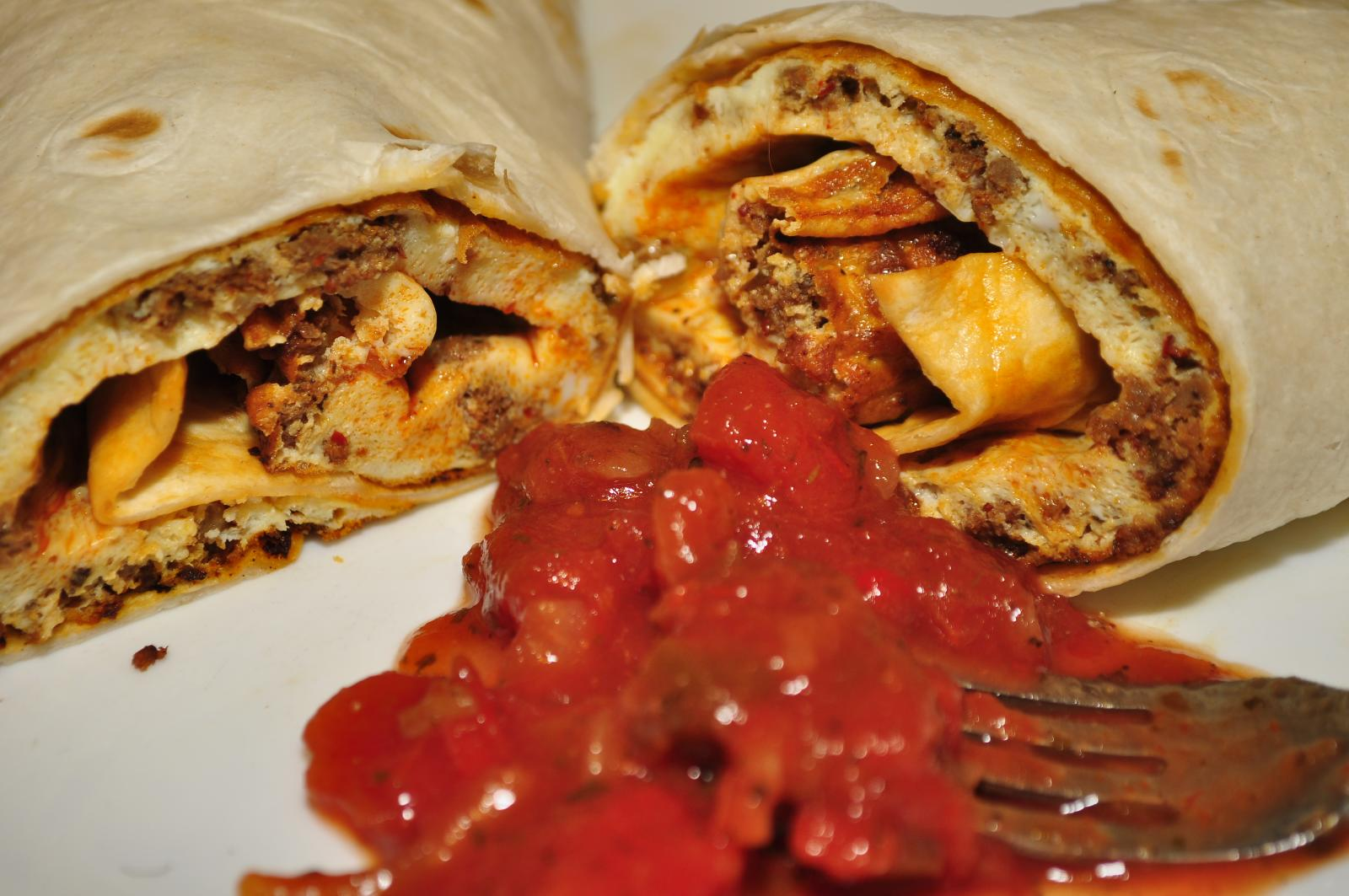
살사를 곁들인 초리소와 계란 브렉퍼스트 부리토

살사는 멕시코 요리에서 흔히 쓰이는 재료로, 타코의 양념으로 제공되거나, 수프와 스튜에 넣거나, 타말레 속재료에 넣는다. 살사 프레스카는 토마토와 고추로 만든 신선한 살사이다. 살사 베르데는 익힌 토마틸로로 만들어지며 칠라킬레스, 엔칠라다 및 기타 요리의 딥이나 소스로 제공된다. 칠토마테는 토마토와 고추로 만든 널리 사용되는 기본 소스이다. 칠토마테에 사용되는 고추의 종류는 지역에 따라 다르며, 치아파스에서는 신선한 녹색 고추가 하바네로보다 더 흔히다. 타말레는 속에 들어있는 살사의 종류에 따라 구분되는데, 살사 베르데, 살사 로하, 살사 데 라하스, 살사 데 몰레 등이 있다.
멕시코의 살사는 전통적으로 막자사발과 막자와 같은 몰카헤테(molcajete)를 사용하여 만들어졌지만, 현재는 블렌더를 사용한다. 멕시코의 살사에는 다음이 포함된다.:
- 살사 로하(Salsa roja, 빨간 소스): 는 가장 흔하고 잘 알려진 살사 중 하나로, 멕시코와 미국 남서부 요리에서 조미료로 사용된다. 보통 익힌 토마토, 고추, 양파, 마늘, 그리고 신선한 실란트로(cilantro) (고수)가 들어간다.
- 살사 크루다(Salsa cruda, 생소스): 다진 토마토, 양파, 할라피뇨 고추, 실란트로를 섞은 익히지 않은 소스이다.[6]
- 살사 베르데(salsa verde, 초록색 소스): 토마티요와 풋고추를 넣어 만든다.

## 적절한 보관의 중요성

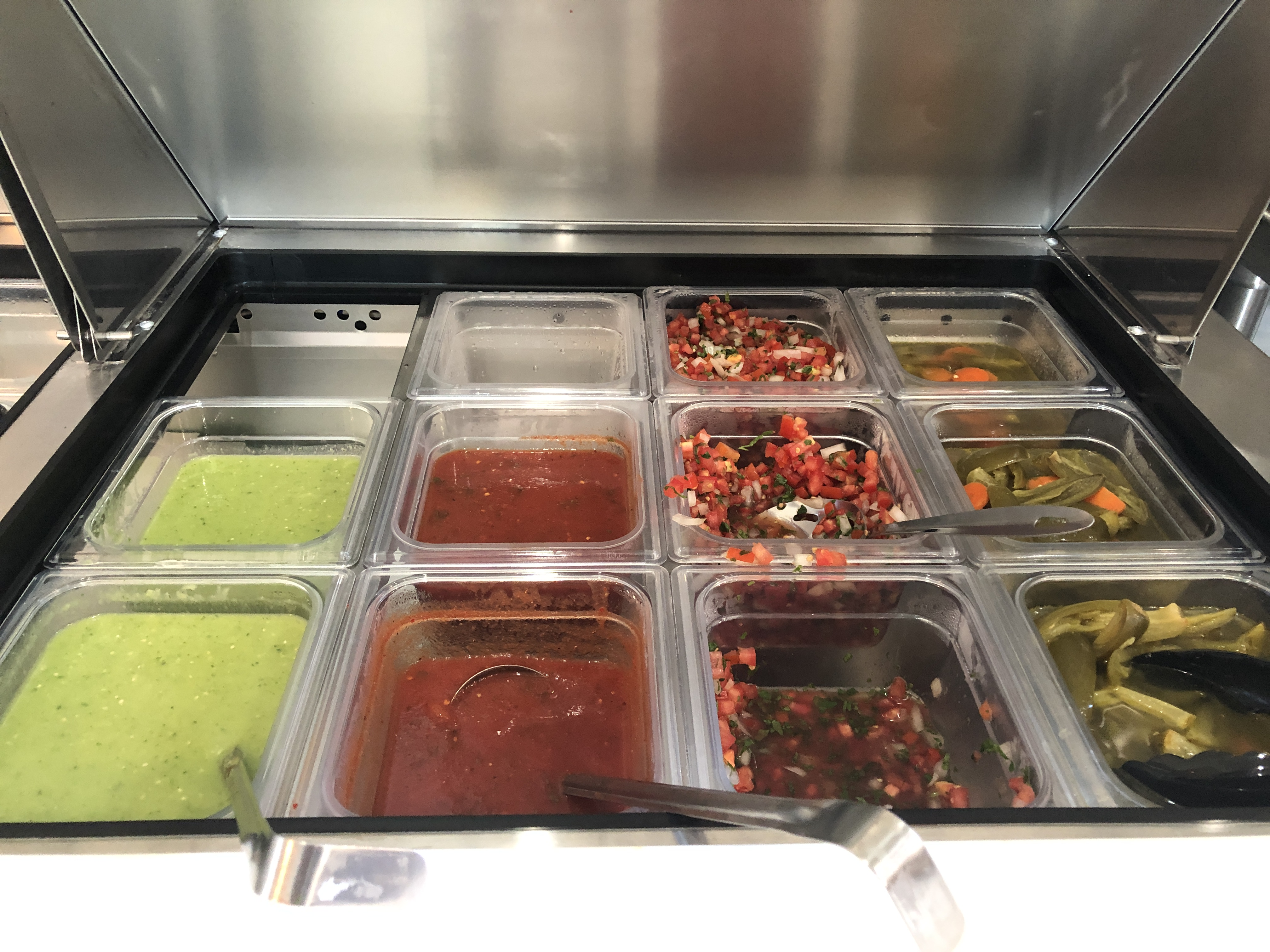
캘리포니아의 멕시코 레스토랑의 살사 바

WHO는 살사 소스 및 기타 소스를 준비하고 보관할 때는 주의를 기울여야 한다고 말한다. 생으로 제공하는 여러 종류가 특히 냉장 보관하지 않을 경우 잠재적으로 위험한 박테리아의 증식 매개체가 될 수 있기 때문이다.
2002년 텍사스 휴스턴 대학교의 한 연구에 따르면 대장균에 오염된 소스는 다음과 같다.:
- 멕시코 과달라하라, 할리스코에서 테스트한 레스토랑 소스의 66%
- 미국 텍사스 휴스턴에서 테스트한 레스토랑 소스의 40%[8]

CDC는 2010년에 1998년부터 2008년까지 발생한 식품 매개 질병 25건 중 1건이 레스토랑 소스(부주의하게 제조 또는 보관)에서 비롯되었다고 보고했다.
2010년 살사 식품 위생에 대한 논문은 냉장을 안전한 소스의 "열쇠"로 설명했다. 이 연구에서는 또한 생라임 주스와 생마늘(마늘가루 아님)이 살모넬라균의 성장을 막는다는 것을 발견했다.

## 같이 보기
- 아지카
- 디핑 소스
- 핫소스
- 몰레
- 아히
- 시그니
- 멕시코 요리
- 마트부차
- 칼라예트 반도라
- 소프리토